# ドネツク人民共和国英雄
ドネツク人民共和国英雄（ロシア語:Герой Донецкой Народной Республики）は、ドネツク人民共和国における最高級の称号である。

## 概要
ドネツク人民共和国英雄の称号は、2014年10月3日に制定された。この称号はドネツク人民共和国において最上級の称号とされており、金でできている。
ドネツク人民共和国英雄の称号は、「戦闘および指揮の特別任務の遂行において示された英雄的偉業の遂行に伴う共和国と国民への奉仕、および共和国の防衛の格別な貢献」に対して授与されるものである。これらを成し遂げた者には、ドネツク人民共和国の首長または閣僚理事会議長から直々に、「金の星」メダルと表彰状が授与される。
2014年の建国から多くの人物が授与されている(カテゴリ参照)が、首都のドネツクも2017年に授与されている。

## 仕様
メダルは、金（21.5g）でできた五角形の星の形をしている。裏面には、「国防省の英雄」と刻まれ、その上にはメダルの番号が記されている。リングとラグは、メダルの金メッキの金属板に接続されている。バッジは、ドネツク人民共和国旗の布色（黒、青、赤）で上下に枠をつけた長方形の金属板となっている。

ドネツク人民共和国英雄
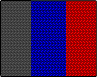